# Jelkova apnenka
Jelkova apnenka (znanstveno ime Trichaptum abietinum) je gliva iz rodu apnenk (Trichaptum).
Pri jelkovih apnenkah so znanstveniki odkrili, da imajo lahko do 17550 različnih spolnih alelov in s tem možnih kombinacij spolov, kar je nenavadno visoko število za katerikoli organizem. Raziskovalci menijo, da tako veliko število alelov pomaga preprečevati parjenje v sorodstvu, hkrati pa povečuje verjetnost, da se bosta dva osebka, ki se nahajata v bližini, lahko razmnoževala.

## Značilnosti
Klobučka včasih sploh ni ali pa je samo zavihan rob, sicer pa je polkrožen do pahljačast, širok od 1 do 4 cm do 3 cm globok, tanek, suh, dlakav, s koncentričnimi območji različnih tekstur in barv. Prevladujejo odtenki sive, pri svežih gobah z vijoličnim obrobnim pasom. Na njemu se pogosto naselijo alge in postane zelen.
Trosovnica je sestavljena iz oglatih por, ki so pri svežih gobah zlasti na robu vijolične, s starostjo postane lila ali rjavkasta. Gostota por je 2 do 3 na mm.
Beta nima.
Meso je belkasto, trdo in usnjato.

## Razširjenost in življenjski prostor
Razširjena je po vsemu svetu. Najdemo jo lahko od pomladi do jeseni v prekrivajočih se grodzih na deblih in štorih. Raste kot saprofit na odmrli ali odmirajoči beljavi iglavcev, zlasti jelk.

## Mikroskopske značilnosti
Trosni odtis je bele barve. Trosi so valjasti in rahlo ukrivljeni, gladki,  brezbarvni, neamiloidni in merijo 6–8 x 2–3 μm. Ima številne cistide, ki so večinoma gladke, nekatere pa imajo vrhove obložene s kristali.

## Podobne vrste
- rjavovijolična apnenka (Trichaptum fuscoviolaceum) ima trosovnica, ki s starostjo postane nazobčana
- papirasta apnenka (Trichaptum biforme) raste na listavcih in ima širše klobuke, ki niso tako plosko priraščeni na podlago
- škrlatni skladovec (Chondrostereum purpureum) večinoma raste na listavcih
- pepelasti zvitoluknjičar (Cerrena unicolor) raste na listavcih in nima vijoličastih odtenkov na trosovnici
- pisana ploskocevka (Trametes versicolor) ima tanek poličast trosnjak z belo luknjičasto trosovnico

## Uporabnost
Neužitna.